# Amblyeleotris arcupinna
Amblyeleotris arcupinna là một loài cá biển thuộc chi Amblyeleotris trong họ Cá bống trắng. Loài cá này được mô tả lần đầu tiên vào năm 1999.

## Từ nguyên
Từ định danh arcupinna được ghép bởi hai âm tiết trong tiếng Latinh: arcus ("cung tên") và pinna ("vây cá"), hàm ý đề cập đến vệt đốm hình vòng cung trên vây lưng trước ở loài cá này.

## Phạm vi phân bố và môi trường sống
A. arcupinna có phân bố trải dài từ đảo Bali (Indonesia) đến New Ireland (Papua New Guinea), phía bắc tới quần đảo Marshall và đảo Saipan (Bắc Mariana). Một ghi nhận từ phía nam đảo Luzon (Philippines) cần được kiểm tra lại.
A. arcupinna sống trên dốc cát của đầm phá và rạn san hô ngoài khơi, độ sâu khoảng 6–25 m.

## Mô tả
Chiều dài cơ thể lớn nhất được ghi nhận ở A. arcupinna là 11 cm.
Số gai vây lưng: 7; Số tia vây lưng: 13; Số gai vây hậu môn: 1; Số tia vây hậu môn: 14; Số gai vây bụng: 1; Số tia vây bụng: 5.

## Sinh thái
Thức ăn của A. arcupinna là sinh vật phù du. Trong mùa sinh sản, loài này sống thành từng đôi, trứng được cá bố bảo vệ.
A. arcupinna sống cộng sinh với tôm gõ mõ Alpheus bellulus.

## Thương mại
A. arcupinna là một thành phần trong ngành buôn bán cá cảnh.